# Type 2 Ke-To
De  Type 2 Ke-To  (Japans: 二式軽戦車 ケト, Nishiki keisensha Ke-To?) was een Japanse lichte tank uit de Tweede Wereldoorlog.

## Verbeteringen
Het Type 2 Ke-To werd ontwikkeld om het Type 98 Ke-Ni te vervangen/op te volgen. Type 98 Ke-Ni was zelf weer ontwikkeld om zijn voorganger, het Type 95 Ha-Go, te vervangen. Enkele verbeteringen ten opzichte van het Type 98 Ke-Ni waren een nieuwer Model 1 kanon van 37 mm kaliber. Alle constructies werden gelast en de tank had een cilindrische koepel. Slechts 29 exemplaren werden geproduceerd in 1944.